# Aspilodemon moma
Aspilodemon moma är en stekelart som beskrevs av Fischer 1983. Aspilodemon moma ingår i släktet Aspilodemon och familjen bracksteklar. Inga underarter finns listade.